# William Mullen
William Mullen (Cardenden, 1928. március 30. – Edinburgh, 2018. november 13.) skót nemzetközi labdarúgó-játékvezető.

## Pályafutása

### Nemzeti játékvezetés
1962-ben lett az I. Liga játékvezetője. Az aktív nemzeti játékvezetéstől 1973-ban vonult vissza.

### Nemzetközi játékvezetés
A Skót labdarúgó-szövetség Játékvezető Bizottsága (JB) terjesztette fel nemzetközi játékvezetőnek, a Nemzetközi Labdarúgó-szövetség (FIFA) 1965-től tartotta nyilván bírói keretében. Több nemzetek közötti válogatott és klubmérkőzést vezetett, vagy működő társának partbíróként segített. A skót nemzetközi játékvezetők rangsorában, a világbajnokság-Európa-bajnokság sorrendjében többedmagával a 8. helyet foglalja el 6 találkozó szolgálatával. Az aktív nemzetközi játékvezetéstől 1973-ban búcsúzott. Válogatott mérkőzéseinek száma: 8.

#### Világbajnokság
A világbajnoki döntőhöz vezető úton Nyugat-Németországba a X., az 1974-es labdarúgó-világbajnokságra és Argentínába a XI., az 1978-as labdarúgó-világbajnokságra a FIFA JB bíróként alkalmazta.

##### 1974-es labdarúgó-világbajnokság

###### Selejtező mérkőzés
| Időpont            | Helyszín               | Mérkőzés típusa           | Mérkőzés         | Eredmény | Nézők száma |
| ------------------ | ---------------------- | ------------------------- | ---------------- | -------- | ----------- |
| 1972. október 4.   | Ullevaal Stadion, Oslo | előselejtező (3. csoport) | Belgium–Norvégia | 0 – 2    | 10 141      |
| 1972. november 15. | GSP Stadion, Nicosia   | előselejtező (5. csoport) | Wales–Anglia     | 0 – 1    | 36 384      |

##### 1978-as labdarúgó-világbajnokság

###### Selejtező mérkőzés
| Időpont             | Helyszín                    | Mérkőzés típusa           | Mérkőzés         | Eredmény | Nézők száma |
| ------------------- | --------------------------- | ------------------------- | ---------------- | -------- | ----------- |
| 1976. szeptember 8. | Laugardalsvöllur, Reykjavík | előselejtező (4. csoport) | Izland–Hollandia | 0 – 1    | 10 210      |

#### Európa-bajnokság
Az európai-labdarúgó torna döntőjéhez vezető úton Belgiumba az IV., az 1972-es labdarúgó-Európa-bajnokságra az UEFA JB játékvezetőként foglalkoztatta.

##### Selejtező mérkőzés
| Időpont           | Helyszín                   | Mérkőzés típusa           | Mérkőzés              | Eredmény | Nézők száma |
| ----------------- | -------------------------- | ------------------------- | --------------------- | -------- | ----------- |
| 1970. október 11. | De Kuip Stadion, Rotterdam | előselejtező (7. csoport) | Hollandia–Jugoszlávia | 1 – 1    | 56 200      |
| 1971. február 3.  | GSP Stadion, Nicosia       | előselejtező (8. csoport) | NSZK–Lengyelország    | 0 – 0    | 62 000      |

##### Európa-bajnoki mérkőzés
| Időpont           | Helyszín                  | Mérkőzés típusa | Mérkőzés     | Eredmény | Nézők száma |
| ----------------- | ------------------------- | --------------- | ------------ | -------- | ----------- |
| 1972. június 14.. | Bosuil Stadion, Antwerpen | egyik elődöntő  | Belgium–NSZK | 1 – 2    | 55 669      |

#### Olimpia
Az 1972. évi nyári olimpiai játékok labdarúgó tornájának mérkőzésein a FIFA JB játékvezetői szolgálatra alkalmazta.
| Időpont             | Helyszín                  | Mérkőzés típusa              | Mérkőzés              | Eredmény | Nézők száma |
| ------------------- | ------------------------- | ---------------------------- | --------------------- | -------- | ----------- |
| 1972. augusztus 29. | Olimpiai Stadion, München | csoportmérkőzés (C. csoport) | Magyarország–Brazília | 2 – 2    | 50 000      |
| 1972. szeptember 8. | Olimpiai Stadion, München | középdöntő                   | NDK–NSZK              | 3 – 2    | 80 000      |

#### Brit Bajnokság
1882-ben az Egyesült Királyság brit tagállamainak négy szövetség úgy döntött, hogy létrehoznak egy évente megrendezésre kerülő bajnokságot egymás között. Az utolsó bajnoki idényt 1983-ban tartották meg.
| Időpont        | Helyszín                      | Mérkőzés típusa | Mérkőzés        | Eredmény |
| -------------- | ----------------------------- | --------------- | --------------- | -------- |
| 1969. május 3. | Windsor Park Stadion, Belfast | körmérkőzés     | Írország–Anglia | 1 – 3    |

#### Nemzetközi kupamérkőzések

##### Bajnokcsapatok Európa-kupája
| Időpont           | Helyszín                    | Mérkőzés típusa          | Mérkőzés                      | Eredmény |
| ----------------- | --------------------------- | ------------------------ | ----------------------------- | -------- |
| 1967. október 28. | Üllői úti Stadion. Budapest | 1. forduló (2. mérkőzés) | Ferencvárosi TC–CSZKA Szofija | 4 – 1    |

##### Világkupa
| Időpont            | Helyszín                     | Mérkőzés típusa        | Mérkőzés                                                   | Eredmény | Nézők száma |
| ------------------ | ---------------------------- | ---------------------- | ---------------------------------------------------------- | -------- | ----------- |
| 1971. december 28. | Központi Stadion, Montevideo | döntő második mérkőzés | Club Nacional de Football (uruguayi)–PAE Panathinaikósz AÓ | 2 – 1    | 63 000      |